# Ungerns Grand Prix 2013
Ungerns Grand Prix 2013, officiellt Formula 1 Magyar Nagydíj 2013, var en Formel 1-tävling som hölls den 28 juli 2013 på Hungaroring i Budapest, Ungern. Det var den tionde tävlingen av Formel 1-säsongen 2013 och kördes över 70 varv. Vinnare av loppet blev Lewis Hamilton för Mercedes, tvåa blev Kimi Räikkönen för Lotus och trea blev Sebastian Vettel för Red Bull.

## Kvalet
| KR. | Nr | Förare              | Konstruktör          | Q1       | Q2       | Q3        | Grid |
| --- | -- | ------------------- | -------------------- | -------- | -------- | --------- | ---- |
| 1   | 10 | Lewis Hamilton      | Mercedes             | 1.20,363 | 1.19,862 | 1.19,388  | 1    |
| 2   | 1  | Sebastian Vettel    | Red Bull-Renault     | 1.20,646 | 1.19,992 | 1.19,426  | 2    |
| 3   | 8  | Romain Grosjean     | Lotus-Renault        | 1.20,447 | 1.20,101 | 1.19,595  | 3    |
| 4   | 9  | Nico Rosberg        | Mercedes             | 1.20,350 | 1.19,778 | 1.19,720  | 4    |
| 5   | 3  | Fernando Alonso     | Ferrari              | 1.20,652 | 1.20,183 | 1.19,791  | 5    |
| 6   | 7  | Kimi Räikkönen      | Lotus-Renault        | 1.20,867 | 1.20,243 | 1.19,851  | 6    |
| 7   | 4  | Felipe Massa        | Ferrari              | 1.21,004 | 1.20,460 | 1.19,929  | 7    |
| 8   | 19 | Daniel Ricciardo    | Toro Rosso-Ferrari   | 1.21,181 | 1.20,527 | 1.20,641  | 8    |
| 9   | 6  | Sergio Pérez        | McLaren-Mercedes     | 1.21,612 | 1.20,545 | 1.22,398  | 9    |
| 10  | 2  | Mark Webber         | Red Bull-Renault     | 1.21,264 | 1.20,503 | Ingen tid | 10   |
| 11  | 15 | Adrian Sutil        | Force India-Mercedes | 1.21,471 | 1.20,569 |           | 11   |
| 12  | 11 | Nico Hülkenberg     | Sauber-Ferrari       | 1.21,028 | 1.20,580 |           | 12   |
| 13  | 5  | Jenson Button       | McLaren-Mercedes     | 1.21,131 | 1.20,777 |           | 13   |
| 14  | 18 | Jean-Éric Vergne    | Toro Rosso-Ferrari   | 1.21,345 | 1.21,029 |           | 14   |
| 15  | 16 | Pastor Maldonado    | Williams-Renault     | 1.20,816 | 1.21,133 |           | 15   |
| 16  | 17 | Valtteri Bottas     | Williams-Renault     | 1.21,135 | 1.21,219 |           | 16   |
| 17  | 12 | Esteban Gutiérrez   | Sauber-Ferrari       | 1.21,724 |          |           | 17   |
| 18  | 14 | Paul di Resta       | Force India-Mercedes | 1.22,043 |          |           | 18   |
| 19  | 20 | Charles Pic         | Caterham-Renault     | 1.23,007 |          |           | 19   |
| 20  | 21 | Giedo van der Garde | Caterham-Renault     | 1.23,333 |          |           | 20   |
| 21  | 22 | Jules Bianchi       | Marussia-Cosworth    | 1.23,787 |          |           | 21   |
| 22  | 23 | Max Chilton         | Marussia-Cosworth    | 1.23,997 |          |           | 22   |

| Vidare från första kvalrundan ▬▬ Vidare från andra kvalrundan ▬▬ |

## Loppet
| Pos. | Nr | Förare              | Konstruktör          | Varv | Tid          | Grid | P  |
| ---- | -- | ------------------- | -------------------- | ---- | ------------ | ---- | -- |
| 1    | 10 | Lewis Hamilton      | Mercedes             | 70   | 1:42.29,445  | 1    | 25 |
| 2    | 7  | Kimi Räikkönen      | Lotus-Renault        | 70   | +10,938      | 6    | 18 |
| 3    | 1  | Sebastian Vettel    | Red Bull-Renault     | 70   | +12,459      | 2    | 15 |
| 4    | 2  | Mark Webber         | Red Bull-Renault     | 70   | +18,044      | 10   | 12 |
| 5    | 3  | Fernando Alonso     | Ferrari              | 70   | +31,411      | 5    | 10 |
| 6    | 8  | Romain Grosjean     | Lotus-Renault        | 70   | +52,2951     | 3    | 8  |
| 7    | 5  | Jenson Button       | McLaren-Mercedes     | 70   | +53,819      | 13   | 6  |
| 8    | 4  | Felipe Massa        | Ferrari              | 70   | +56,447      | 7    | 4  |
| 9    | 6  | Sergio Pérez        | McLaren-Mercedes     | 69   | +1 varv      | 9    | 2  |
| 10   | 16 | Pastor Maldonado    | Williams-Renault     | 69   | +1 varv      | 15   | 1  |
| 11   | 11 | Nico Hülkenberg     | Sauber-Ferrari       | 69   | +1 varv      | 12   |    |
| 12   | 18 | Jean-Éric Vergne    | Toro Rosso-Ferrari   | 69   | +1 varv      | 14   |    |
| 13   | 19 | Daniel Ricciardo    | Toro Rosso-Ferrari   | 69   | +1 varv      | 8    |    |
| 14   | 21 | Giedo van der Garde | Caterham-Renault     | 68   | +2 varv      | 20   |    |
| 15   | 20 | Charles Pic         | Caterham-Renault     | 68   | +2 varv      | 19   |    |
| 16   | 22 | Jules Bianchi       | Marussia-Cosworth    | 67   | +3 varv      | 21   |    |
| 17   | 23 | Max Chilton         | Marussia-Cosworth    | 67   | +3 varv      | 22   |    |
| 18   | 14 | Paul di Resta       | Force India-Mercedes | 66   | Hydraulik    | 18   |    |
| 19   | 9  | Nico Rosberg        | Mercedes             | 64   | Motor        | 4    |    |
| Ret  | 17 | Valtteri Bottas     | Williams-Renault     | 42   | Hydraulik    | 16   |    |
| Ret  | 12 | Esteban Gutiérrez   | Sauber-Ferrari       | 28   | Transmission | 17   |    |
| Ret  | 15 | Adrian Sutil        | Force India-Mercedes | 19   | Hydraulik    | 11   |    |

| Förare och stall som tog poäng ▬▬ |

Noteringar:
- ^1  — Romain Grosjean fick 20 sekunders tidstillägg istället för ett drive through-straff för att ha kört ihop med Jenson Button under ett omkörningsförsök.[1]

## Ställning efter loppet
|     | Pos. | Förare           | Poäng |
| --- | ---- | ---------------- | ----- |
| ▬   | 1    | Sebastian Vettel | 172   |
| ▲ 1 | 2    | Kimi Räikkönen   | 134   |
| ▼ 1 | 3    | Fernando Alonso  | 133   |
| ▬   | 4    | Lewis Hamilton   | 124   |
| ▬   | 5    | Mark Webber      | 105   |

|   | Pos. | Konstruktör          | Poäng |
| - | ---- | -------------------- | ----- |
| ▬ | 1    | Red Bull-Renault     | 277   |
| ▬ | 2    | Mercedes             | 208   |
| ▬ | 3    | Ferrari              | 194   |
| ▬ | 4    | Lotus-Renault        | 183   |
| ▬ | 5    | Force India-Mercedes | 59    |

- Notering: Endast de fem bästa placeringarna i vardera mästerskap finns med på listorna.